# Krompeng
Krompeng is een bestuurslaag in het regentschap Pekalongan van de provincie Midden-Java, Indonesië. Krompeng telt 2470 inwoners (volkstelling 2010).